# Nikolaos Nioplias
Nikolaos Nioplias (in greco: Νικόλαος Νιόπλιας; Galatini, 17 gennaio 1965) è un allenatore di calcio ed ex calciatore greco, di ruolo centrocampista.

## Palmarès

### Giocatore
- Coppa di Grecia: 3

OFI Creta: 1986-1987
Panathinaikos: 1993-1994, 1994-1995
- Coppa dei Balcani per club: 1

OFI creta: 1988-1989
- Supercoppa di Grecia: 2

Panathinaikos: 1993, 1994
- Campionato greco: 2

Panathinaikos: 1994-1995, 1995-1996

### Allenatore
- Campionato greco: 1

Panathinaikos: 2009-2010
- Coppa di Grecia: 1

Panathinaikos: 2009-2010